# 맥스 밍겔라
맥스 밍겔라(Max Minghella, 영어 발음: /mɪŋˈɡɛlə/, 1985년 9월 16일 ~ )는 잉글랜드의 배우이다. 훌루 드라마 《핸드메이즈 테일》(2017-현재)을 통해 2021년 제73회 프라임타임 에미상 드라마 시리즈 부문 남우조연상 후보에 올랐다.

## 출연 작품

### 영화
- 시리아나 (2005)
- 다섯 번째 계절 (2005)
- 아트 스쿨 컨피덴셜 (2006)
- 하우 투 루즈 프렌즈 (2008)
- 아고라 (2009)
- 소셜 네트워크 (2010)
- 킹메이커 (2011)
- 텐 이얼즈 (2011)
- 다크 아워 (2011) - 벤 역
- 인턴십 (2013)
- 혼스 (2013)
- 인투 더 포레스트 (2015)
- 나인스 라이프 (2016)
- 스파이럴 (2021)
- 바빌론 (2022) - 어빙 솔버그 역

### 텔레비전
- 민디 프로젝트 (2013-17)
- 핸드메이즈 테일 (2017-현재)